# Altruppiner Hand

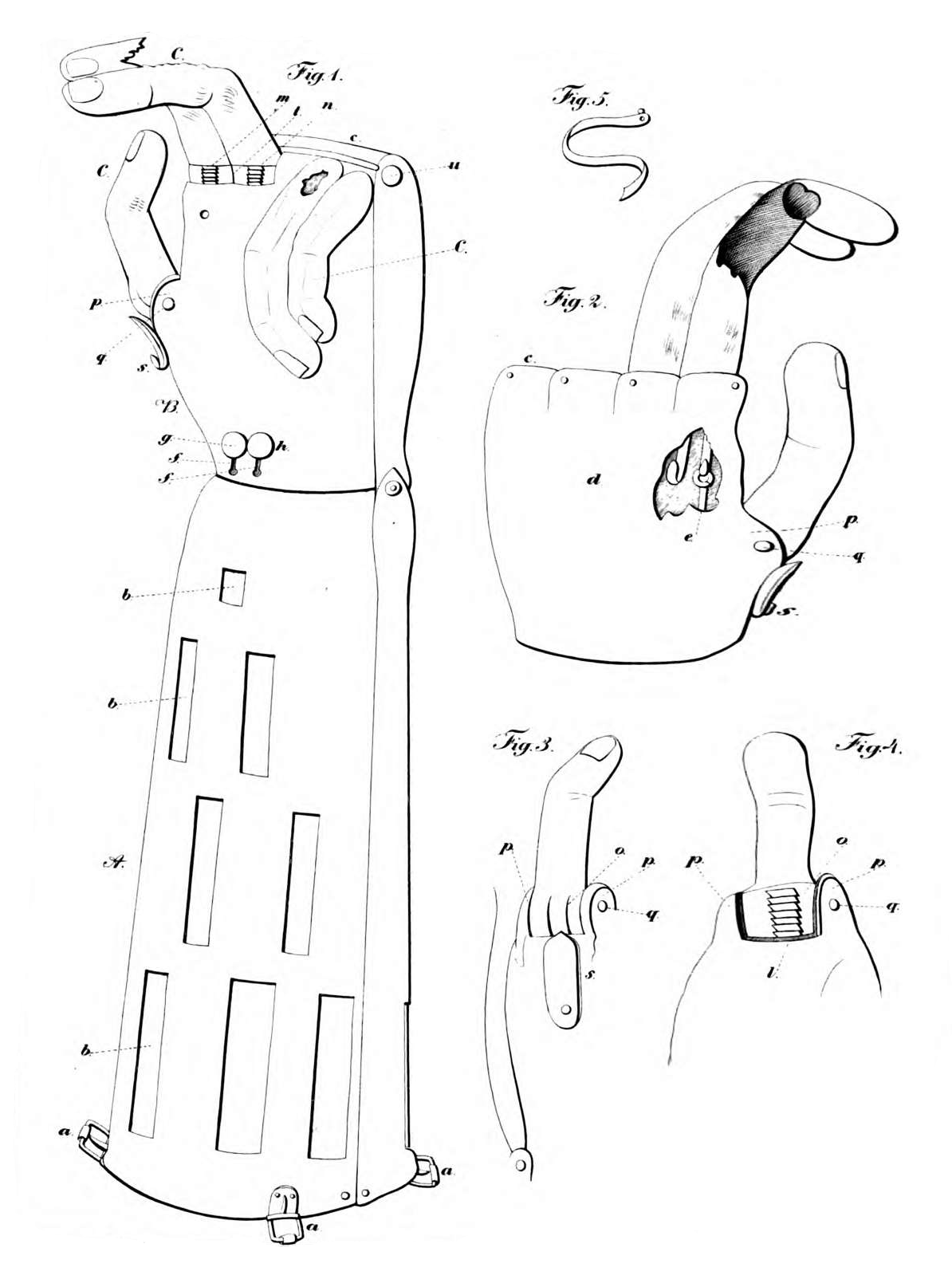
Altruppiner Hand, Lithografie aus dem 19. Jahrhundert.

Die Altruppiner Hand ist eine passive, linke Handprothese aus dem frühen 16. Jahrhundert. Theodor Fontane bezeichnete die Prothese in seinem Buch Wanderungen durch die Mark Brandenburg als „Götz-Hand“.
Sie ist als Exponat im Museum Neuruppin ausgestellt.

## Fund und Datierung
Die Altruppiner Hand wurde bei der Schiffbarmachung des Flusses Rhin im August 1834 (laut Theodor Fontane im Februar 1836) in der Nähe einer Brücke in Alt Ruppin gefunden. Ebenso gefunden wurden Sporen, Steigbügel und ein Schwert, nach denen Hermann Fritze 1842 die Kunsthand in das 15. Jahrhundert datierte.
Nach Vergleichen mit anderen Eisernen Händen stammt die Prothese aber eher aus dem frühen 16. Jahrhundert, genauer aus der Zeit vor 1528.:S. 28 Sie wäre damit im selben Zeitraum entstanden wie die weniger bekannte „Ersthand“ des Götz von Berlichingen.

## Konstruktion
Bei der Handprothese aus Alt Ruppin handelt sich um eine typische Eiserne Hand aus der Zeit der Renaissance. Die Prothese besteht aus Eisenblech und verfügt wie die Eiserne Hand im Hessischen Landesmuseum Darmstadt über einen langen, zur Gewichtserleichterung gefensterten Armstulp,:S. 30 dennoch beträgt das Gewicht der Prothese rund 1,4 kg. Die Finger sind kunstvoll ausgeführt, sie zeigen ausgeformte Fingernägel und Fältchen. Vermutlich war die Hand ursprünglich fleischfarben bemalt.
Der Mechanismus der Kunsthand ähnelt der ersten Götzhand.:S. 20 Je zwei Finger sind, wie bei den meisten anderen Kunsthänden jener Zeit, zu einem Block zusammengefasst, die auf einer gemeinsamen Achse angeordnet sind. Die beiden Blöcke können einzeln mit der gesunden Hand oder durch Aufstützen einwärts gebogen werden, die Arretierung erfolgt durch Sperrklinken, ähnlich einem Batterieschloss. Durch Druck auf einen der innen an der Handwurzel angebrachten Knöpfe springt der entsprechende Fingerblock durch Federkraft wieder in die offene Ausgangslage (Extension) – im Gegensatz zu vielen anderen Eisernen Händen können bei der Altruppiner Hand beide Fingerblöcke einzeln gestreckt werden.
Der Daumen ist im Grundgelenk beweglich und kann unabhängig von den Fingerblöcken betätigt werden.
Fontane berichtet, der Mechanismus sei durch Rostfraß teilweise freigelegt, aber noch funktionsfähig gewesen.